# 福建幼儿师范高等专科学校
福建幼儿师范高等专科学校，简称福建幼高专，是中华人民共和国的一所全日制公办省属普通高等专科学校，位于福建省福州市。
2005年5月，福建省福州幼儿师范学校和福建省福州艺术师范学校合并为福建儿童发展职业学院。2012年4月，改建为福建幼儿师范高等专科学校。
该校现有仓山、白马和金山三个校区，校园占地面积247亩。